# Seedorf (powiat Herzogtum Lauenburg)
Seedorf – gmina w Niemczech w kraju związkowym Szlezwik-Holsztyn, w powiecie Herzogtum Lauenburg, wchodzi w skład urzędu Lauenburgische Seen.